# José Mendiluce Pereiro

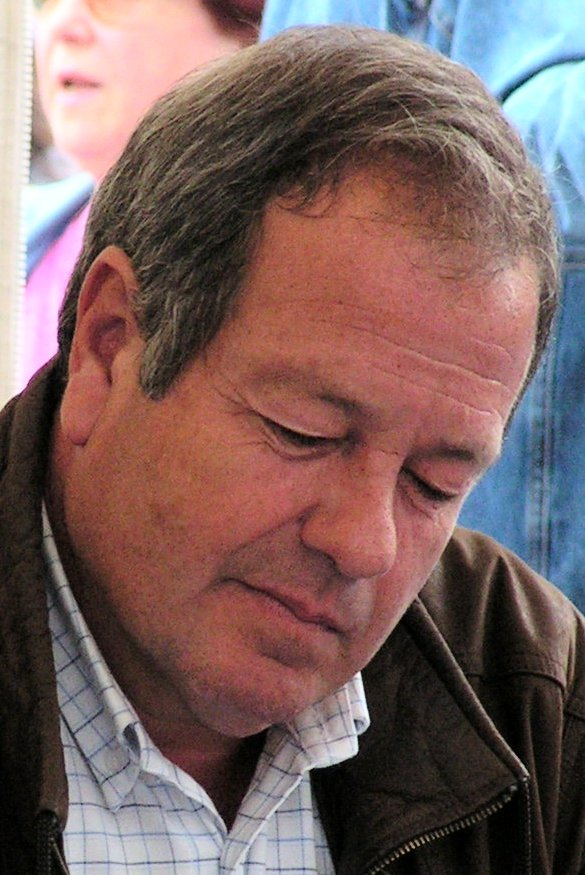
José María Mendiluce Pereiro

José María Mendiluce Pereiro (* 14. April 1951 in Madrid; † 28. November 2015 in Barcelona) war ein spanischer Autor und Politiker der Confederación de Los Verdes.

## Leben
Mendiluce studierte Volkswirtschaft und Politikwissenschaft an der Universität Complutense Madrid. Er beteiligte sich an Studentenbewegungen gegen die Diktatur Francos und war in jenen Jahren Mitglied der Liga Comunista Revolucionaria. Mendiluce war später im Leben dann Mitglied der Partido Socialista Obrero Español und der Confederación de Los Verdes. Ab 1980 war er Mitarbeiter beim UNO - Hochkommissariat für Flüchtlinge und arbeitete in Ländern wie Namibia und Angola. Von 1994 bis 2004 war Mendiluce als Abgeordneter Mitglied im Europäischen Parlament. Vom 19. Juli 1994 bis 19. Juli 2004 war er im Europaparlament Mitglied der Fraktion der Sozialdemokratischen Partei Europas. Als Kandidat der spanischen Grünen kandidierte er 2003 um das Amt des Bürgermeisters in Madrid und outete sich öffentlich als homosexuell.
Als Autor verfasste er mehrere Werke in seinem Leben.  1996 gewann er den Creu-de-Sant-Jordi-Preis. Er verstarb mit 64 Jahren im November 2015 an Krebs.

## Werke (Auswahl)
- 1997: Con rabia y esperanzas
- 1998: Tiempo de rebeldes
- 1998: Pura vida (Finalist bei Premio Planeta)
- 1999: El amor armado
- 2000: Por la tercera izquierda, (gemeinsam mit Daniel Cohn-Bendit)
- 2001: Luanda, 1936
- 2005: La sonrisa de Ariadna

## Auszeichnungen und Preise (Auswahl)
- 1996: Creu-de-Sant-Jordi-Preis
- 1998: Zweiter Platz beim Premio Planeta